# Habana Blues Band
Habana Blues Band es un grupo de funk rock cubano.

## Historia
Se formó a partir de los músicos que componen la banda sonora de la película de Benito Zambrano, Habana Blues, grabada en La Habana. La banda nace con el proyecto de la película. Benito Zambrano busca la música que acompañe al guion de la película. Surge la colaboración de los productores Juan Antonio Leiva (Cuba) y José Luis Garrido (España) y los músicos cubanos Alfonso, Dayan Abad, Kiki Ferrer, Equis Alfonso y Kelvis Ochoa, creando las canciones de la banda sonora crean una nueva fusión de Rock latino. 
Con el éxito de la película la discográfica DRO Atlantic decide editar la banda sonora que lleva más de 40.000 copias vendidas. A raíz de todo esto los creadores de la banda sonora deciden forman un grupo para presentar los conciertos en directo. La banda está formada por los músicos que han compuesto las canciones, Dayan Abad y Kike Ferrer con la colaboración de Kelvis Ochoa y Boris Larramendi, conocidos por su trabajo con una de las formaciones más importantes de la escena cubana actual, Habana Abierta, y su posteriores proyectos en solitario.
En el año 2006, a la salida de Boris Larramendi y Kelvis Ochoa, el artista cubano Athanai es invitado a ser la voz líder de la banda finalizando una gira de más de 25 conciertos por todo el territorio español.

## Miembros
- Kelvis Ochoa, voz
- Boris Larramendi, voz
- Athanai, voz
- Dayan Abad, guitarra
- Kiki Ferrer, batería
- Haruyoshi Mori, bajo
- Pedro Pablo Rodríguez Mireles Percusión
- Juri Wrong, teclados
- Fernando Tort, bajo

## Premios
- Goya a la banda sonora más original.
- Medalla CEC 2005, otorgada por el Círculo de Escritores Cinematográficos de España.
- Premio de la música a la mejor banda sonora.

## Enlaces
- Myspace de Habana Blues Band